# Jan Rosák
Jan Rosák (* 24. srpna 1947 Ivanovice na Hané) je český rozhlasový a televizní hlasatel, scenárista, voice-over, příležitostný herec a moderátor.
V Československém rozhlase začínal v roce 1971, odkud pak v roce 1976 přešel pracovat do Československé televize. Je pětinásobným držitelem ceny TýTý v kategorii moderátor. Se svou rodinou žije ve středočeském městě Dobřejovice.

## Moderované pořady

### Televize

#### Česká televize
- Nikdo neví všechno
- Magion
- Videostop
- Studio Rosa

#### Nova
- Bingo
- Triga
- Riskuj!

#### Prima
- Poklad z půdy

#### TV Barrandov
- Barrandovský videostop
- Česká hvězda
- Poklad z půdy

#### Televize Seznam
- NERISKUJ!

### Český rozhlas

#### Dvojka
- Šťastnou cestu
- Slovo nad zlato

#### Český rozhlas Region
- talk show Tandem

## Televizní role
- Horákovi – místní podnikatel
- Modrý kód – prof. Karel Hofbauer
- Slunečná – Hejtman
- Pevnost Boyard (česká soutěž) – otec Fouras